# Boboty
Boboty je název horského masivu v Kriváňské Malé Fatře dosahujícího nadmořské výšky 1085 m.

## Polohopis
Masiv leží na severní části pohoří a tvoří ho 2,5 km dlouhý hřeben ve směru západ — východ. Na východě tvoří hranici Tiesňavy (Malá Fatra) a na západě s Jánošíkove diery a sedlo Vrchpodžiar. Ze severu masiv ohraničuje obec Terchová a její část Biely Potok. Na jihu se nachází Nová dolina ve Vrátné a osada Štefanová.

## Geologie
Severní a jižní svahy masivu tvoří strmé dolomitové útvary. Erozí jsou ve skalách vymodelované formace jako strmé stěny a část skalnatého hřebene. Útvary nejsou tak viditelné jako na blízkém Velkém a Malém Rozsutci.

## Příroda
Boboty jsou pokryty bukově-jedlovými lesy s podílem smrku. Na severních svazích, které sestupují do údolí Bílého potoka je několik luk. V částech na vrcholu se nacházejí porosty kosodřeviny a jeřabiny (Sorbus aria). Větší část masivu je součástí Národní přírodní rezervace Tiesňavy.

## Turistika
Pod masivem se nachází hotel Boboty. Vrchol a hřeben na Boboty je přístupný pouze po zeleně značené turistické značce směrem z Tiesňav do sedla Vrchpodžiar. Odtud pokračují trasy na oblíbené lokality Rozsutce nebo Jánošíkove diery nebo na druhé straně na Sokolie.